# Peteinosaurus
Il peteinosauro (Peteinosaurus) è stato uno dei più antichi rettili volanti.

## Sistematica
Il genere Peteinosaurus è attribuito alla famiglia Dimorfodontidi dell'ordine degli Pterosauri.
A oggi questo genere comprende la sola specie Peteinosaurus zambellii descritta per la prima volta nel 1978.

## Ritrovamenti
I fossili di Peteinosaurus risalgono al Triassico superiore (circa 215 milioni di anni fa) e sono contemporanei dei primissimi dinosauri.
Sono stati ritrovati fossili di questa specie in particolare a Cene in provincia di Bergamo. In questa località negli anni '70
sono stati ritrovati numerosissimi fossili in prevalenza Pesci ed altri animali acquatici, in questa località è stato aperto il Parco Paleontologico di Cene. La scoperta del sito  è avventa casualmente a seguito del franamento di strati rocciosi in una piccola cava di pietre da costruzione. Don Antonio Canova, appassionato di paleontologia, notò strane forme su alcuni frammenti e si rivolse a Rocco Zambelli (a quel tempo responsabile del settore geo-paleontologico del Museo di scienze naturali di Bergamo). A studiare parte dei numerosissimi reperti (pesci, rettili, pterosauri, crostacei) furono chiamati vari specialisti tra cui: il tedesco Rupert Wild, Andrea Tintori, Silvio Renesto.

## Descrizione
I peteinosauri erano animali non molto grandi, dotati di ossa leggere. Le ali erano costituite da una membrana di pelle tesa tra un dito allungato delle zampe anteriori e le zampe posteriori. La coda lunga e diritta serviva per manovrare il volo.
I peteinosauri sono stati i primi rettili che erano chiaramente in grado di volare e non solo di planare.
Il peteinosaurus aveva un'apertura alare di 60 cm.
I denti conici, regolari e appuntiti, inducono a supporre che si nutrisse di insetti catturati in volo.